# De Leest (molen)
De Leest is een in 1899 gebouwde windmolen in het Noord-Brabantse Lieshout (gemeente Laarbeek). De molen, gebouwd met onderdelen uit andere molens, was van 1907 tot 1975 eigendom van de familie De Leest en ontleent zijn naam daaraan. In 1975 kocht de toenmalige gemeente Lieshout de vervallen molen. Direct daarop is De Leest maalvaardig gerestaureerd. De molen is te bezoeken op dinsdag van 13.00 - 16.30, op zaterdag van 11.00 - 16.30 en op afspraak.

## Technische gegevens
De wieken zijn Oudhollands. De vang (rem) is een Vlaamse blokvang met vangtrommel. Voor het malen van graan is een koppel 17der (150 cm diameter) kunststenen en een koppel 17der natuurstenen (blauwe stenen) aanwezig.
Het luiwerk, waarmee de zakken graan opgehesen worden, is een sleepluiwerk.